# Port fluvial de Zaporijjia
Le port de Zaporijjia est un port fluvial d'Ukraine sur le Dniepr.

## Histoire
En tant que voie navigable, le Dniepr ne fut accessible qu'à partir de 1932 avec la construction de barrage en sa partie supérieure, le 28 mai 1934 ouvrait le port de la ville. Il se situait avant le port Lénine.

## Infrastructures et installations
Il est spécialisé dans le traitement des minerais : coke, charbon, argile, sable, bauxite... de la ferraille, des engrais ainsi que de 6 millions de tonnes de marchandises par an.
Il est équipé pour accepter des navires de 180 m de longueur et de quatre mètres de tirant d'eau et compte treize quais.

## Caractéristiques
Il se trouve à 310 km de l'embouchure du Dniepr et est ouvert de mars à novembre sur une superficie de 39,7 hectares.

## Intermodalité
Il est relié à la gare d'Anatoliya Alimova, au chemin de fer du Dniepr par la gare de fret de Zaporijjia, ainsi que par les bus 19, 40, 40a, 80 et 89 à la ville.